# Liste der Landschaftsschutzgebiete in Oberbayern
Die Liste der Landschaftsschutzgebiete in Oberbayern bindet folgende Listen der Landschaftsschutzgebiete in oberbayerischen Landkreisen und Städten aus dem Artikelnamensraum ein:

## Landkreise und Gemeinden
- Liste der Landschaftsschutzgebiete im Landkreis Altötting
- Liste der Landschaftsschutzgebiete im Landkreis Bad Tölz-Wolfratshausen
- Liste der Landschaftsschutzgebiete im Landkreis Berchtesgadener Land
- Liste der Landschaftsschutzgebiete im Landkreis Dachau
- Liste der Landschaftsschutzgebiete im Landkreis Ebersberg
- Liste der Landschaftsschutzgebiete im Landkreis Eichstätt
- Liste der Landschaftsschutzgebiete im Landkreis Erding
- Liste der Landschaftsschutzgebiete im Landkreis Freising
- Liste der Landschaftsschutzgebiete im Landkreis Fürstenfeldbruck
- Liste der Landschaftsschutzgebiete im Landkreis Garmisch-Partenkirchen
- Liste der Landschaftsschutzgebiete in Ingolstadt
- Liste der Landschaftsschutzgebiete im Landkreis Landsberg am Lech
- Liste der Landschaftsschutzgebiete im Landkreis Miesbach
- Liste der Landschaftsschutzgebiete im Landkreis Mühldorf am Inn
- Liste der Landschaftsschutzgebiete im Landkreis München
- Liste der Landschaftsschutzgebiete in München
- Liste der Landschaftsschutzgebiete im Landkreis Neuburg-Schrobenhausen
- Liste der Landschaftsschutzgebiete im Landkreis Pfaffenhofen an der Ilm
- Liste der Landschaftsschutzgebiete in Rosenheim
- Liste der Landschaftsschutzgebiete im Landkreis Rosenheim
- Liste der Landschaftsschutzgebiete im Landkreis Starnberg
- Liste der Landschaftsschutzgebiete im Landkreis Traunstein
- Liste der Landschaftsschutzgebiete im Landkreis Weilheim-Schongau

Im Regierungsbezirk gibt es 248 Landschaftsschutzgebiete (Stand November 2018).

## Hinweise zu den Angaben in der Tabelle
- Gebietsname: Amtliche Bezeichnung des Schutzgebietes
- Bild/Commons: Bild und Link zu weiteren Bildern aus dem Schutzgebiet
- LSG-ID: Amtliche Nummer des Schutzgebietes
- WDPA-ID: Link zum Eintrag des Schutzgebietes in der World Database on Protected Areas
- Wikidata: Link zum Wikidata-Eintrag des Schutzgebietes
- Ausweisung: Datum der Ausweisung als Schutzgebiet
- Gemeinde(n): Gemeinden, auf denen sich das Schutzgebiet befindet
- Lage: Geografischer Standort
- Fläche: Gesamtfläche des Schutzgebietes in Hektar
- Flächenanteil: Anteilige Flächen des Schutzgebietes in Landkreisen/Gemeinden, Angabe in % der Gesamtfläche
- Bemerkung: Besonderheiten und Anmerkungen

Bis auf die Spalte Lage sind alle Spalten sortierbar.
| Gebietsname | Bild/Commons   | LSG-ID       | WDPA-ID   | Wikidata  | Ausweisung | Gemeinde(n) | Lage     | Fläche ha | Flächenanteil | Bemerkung |
| --- | -------------- | ------------ | --------- | --------- | ---------- | --- | -------- | --------- | --- | --- |
| Inschutzstellung des Schloßberges in Wald an der Alz als LSG | weitere Bilder | LSG-00168.01 | 395637    | Q59643664 | 1969       | | Position | 30,94     | Landkreis Altötting (100 %) | |
| LSG Dachlwand in den Gemeinden Perach, Schutzing, Marktlberg und dem Markt Marktl, Landkreis Altötting | weitere Bilder | LSG-00162.01 | 395632    | Q59643485 | 1969       | | Position | 74,77     | Landkreis Altötting (100 %) | |
| LSG Mörnbachtal-Gries im Gebiet der Städte Altötting und Neuötting |                | LSG-00311.01 | 395798    | Q59643769 | 1979       | | Position | 18,52     | Landkreis Altötting (100 %) | |
| LSG Salzachtal im Gebiet der Gemeinde Haiming, der Stadt Burghausen und der Gemeinden Raitenhaslach und Burgkirchen an der Alz | weitere Bilder | LSG-00289.01 | 395767    | Q59643839 | 1977       | | Position | 1092,88   | Landkreis Altötting (100 %) | |
| LSG Steinhausener Burgberg und Quellsumpf im Gebiet der Gemeinde Erlbach |                | LSG-00310.01 | 395797    | Q59643714 | 1979       | | Position | 25,27     | Landkreis Altötting (100 %) | |
| Schutz des Mörnbachtales mit anschließender Hochterrasse und Teilen der Osterwiese im Bereich der Gemeinden Tüßling, Unterneukirchen und Garching an der Alz, Landkreis Altötting                                                                                |                | LSG-00305.01 | 395784    | Q59643517 | 1979       | | Position | 623,9     | Landkreis Altötting (100 %) | |
| Anordnung zum Schutz der Altenbergfilze in der Gemeinde Manhartshofen | weitere Bilder | LSG-00055.01 | 395483    | Q59643685 | 1955       | | Position | 29,82     | Landkreis Bad Tölz-Wolfratshausen (100 %) | |
| Eglinger und Ascholdinger Filze | weitere Bilder | LSG-00326.01 | 395814    | Q59643530 | 1981       | | Position | 59,02     | Landkreis Bad Tölz-Wolfratshausen (100 %) | |
| Großer Weiher (= Harmatinger Weiher) | weitere Bilder | LSG-00326.03 | 395816    | Q59643589 | 1981       | | Position | 47,36     | Landkreis Bad Tölz-Wolfratshausen (100 %) | |
| Inschutznahme der Oberallmannshauser Filze als LSG im Bereich der Gemeinden Höhenrain und Münsing | weitere Bilder | LSG-00206.01 | 395686    | Q59643489 | 1971       | | Position | 73,57     | Landkreis Bad Tölz-Wolfratshausen (99,9 %) | |
| Landschaftsschutz für das Hochmoor bei der Schemeralm, Gemeinde Lenggries |                | LSG-00005.01 | 395449    | Q59643745 | 1950       | | Position | 22,97     | Landkreis Bad Tölz-Wolfratshausen (100 %) | |
| LSG Ebenbergfilze in der Gemeinde Dietramszell | weitere Bilder | LSG-00329.01 | 395819    | Q59643773 | 1982       | | Position | 17,36     | Landkreis Bad Tölz-Wolfratshausen (100 %) | |
| LSG Isarauen | weitere Bilder | LSG-00202.01 | 395682    | Q59643836 | 1971       | | Position | 1103,75   | Landkreis Bad Tölz-Wolfratshausen (100 %) | |
| LSG Ostufer Starnberger See bei Münsing | weitere Bilder | LSG-00425.01 | 395933    | Q59643442 | 1988       | | Position | 85,64     | Landkreis Bad Tölz-Wolfratshausen (99,9 %) | Starnberger See |
| LSG Schönberg in den Gemeinden Deining und Egling, jetzt Egling, Landkreis Bad Tölz-Wolfratshausen | weitere Bilder | LSG-00264.01 | 395742    | Q59643750 | 1973       | | Position | 213,57    | Landkreis Bad Tölz-Wolfratshausen (100 %) | |
| LSG Sylvensteinsee und oberes Isartal in den Gemeinden Lenggries und Jachenau | weitere Bilder | LSG-00341.01 | 395849    | Q59643565 | 1983       | | Position | 5105,16   | Landkreis Bad Tölz-Wolfratshausen (99,9 %) | |
| LSG Walchensee | weitere Bilder | LSG-00492.01 | 396000    | Q59643643 | 1995       | | Position | 3506,76   | Landkreis Bad Tölz-Wolfratshausen (100 %) | |
| Mooshamer Weiher | weitere Bilder | LSG-00326.02 | 395815    | Q59643558 | 1981       | | Position | 53,12     | Landkreis Bad Tölz-Wolfratshausen (100 %) | mit Spatenbräufilz |
| Schutz eines Landschaftsteiles in der Gemeinde Jachenau, Hochmoor am Rauthof |                | LSG-00002.01 | 390713    | Q59643456 | 1949       | | Position | 8,02      | Landkreis Bad Tölz-Wolfratshausen (100 %) | |
| Schutz von Landschaftsteilen im Bereich des sog. Bergl nordöstlich von Ramsau in der Gemeinde Oberbuchen, jetzt Bad Heilbrunn |                | LSG-00098.01 | 395520    | Q59643847 | 1961       | | Position | 1,01      | Landkreis Bad Tölz-Wolfratshausen (100 %) | |
| Schutz von Landschaftsteilen im Hirschbachtal | weitere Bilder | LSG-00214.01 | 395693    | Q59643846 | 1971       | | Position | 1001,96   | Landkreis Bad Tölz-Wolfratshausen (100 %) | |
| Schutz von Landschaftsteilen im Isartal zwischen Icking und Königsdorf | weitere Bilder | LSG-00155.01 | 395625    | Q59643841 | 1968       | | Position | 1037,65   | Landkreis Bad Tölz-Wolfratshausen (100 %) | |
| Schutz von Landschaftsteilen in der Gemeinde Dietramszell (Kreuzbichl) | weitere Bilder | LSG-00527.01 | 396060    | Q59651115 | 1998       | | Position | 49,09     | Landkreis Bad Tölz-Wolfratshausen (100 %) | |
| Stellung der Rothenrainer Moore, Gemeinde Unterfischbach, unter Landschaftsschutz |                | LSG-00065.01 | 395490    | Q59643777 | 1955       | | Position | 166,2     | Landkreis Bad Tölz-Wolfratshausen (100 %) | |
| Stellung des Auerfilzes mit Karpfseen, Gemeinde Schönrain, unter Landschaftsschutz | weitere Bilder | LSG-00066.01 | 395491    | Q59242010 | 1955       | | Position | 90,27     | Landkreis Bad Tölz-Wolfratshausen (100 %) | Karpfseen |
| LSG Ainringer und Peracher Moos | weitere Bilder | LSG-00487.01 | 395995    | Q59643608 | 1995       | | Position | 401,96    | Landkreis Berchtesgadener Land (100 %) | Ainringer Moos |
| LSG Aschau, Gemeinde Bischofswiesen |                | LSG-00441.01 | 395949    | Q59643536 | 1989       | | Position | 57,2      | Landkreis Berchtesgadener Land (100 %) | |
| LSG auf dem Tumpen und dem Krumbichl, Gemeinde Marzoll | weitere Bilder | LSG-00224.01 | 395702    | Q59643454 | 1971       | | Position | 81,23     | Landkreis Berchtesgadener Land (99,9 %) | |
| LSG Barmstein, Gemarkung Scheffau, Markt Marktschellenberg | weitere Bilder | LSG-00347.01 | 395855    | Q59643802 | 1983       | | Position | 148,5     | Landkreis Berchtesgadener Land (99,9 %) | Barmsteine |
| LSG Burgergraben, Gemeinde Bischofswiesen |                | LSG-00348.01 | 395856    | Q59643430 | 1983       | | Position | 9,91      | Landkreis Berchtesgadener Land (100 %) | |
| LSG Höglwörther See, Gemeinde Anger | weitere Bilder | LSG-00219.01 | 395697    | Q59651246 | 1971       | | Position | 123,28    | Landkreis Berchtesgadener Land (100 %) | Höglwörther See |
| LSG Kirchholz, Stadt Bad Reichenhall und Gemeinde Bayerisch Gmain | weitere Bilder | LSG-00394.01 | 395902    | Q59643798 | 1986       | | Position | 152,29    | Landkreis Berchtesgadener Land (100 %) | Kirchholz |
| LSG Kulbinger Filz, Stadt Laufen | weitere Bilder | LSG-00349.01 | 395857    | Q59643429 | 1983       | | Position | 90,19     | Landkreis Berchtesgadener Land (100 %) | |
| LSG Lattengebirge | weitere Bilder | LSG-00220.01 | 395698    | Q59643675 | 1971       | | Position | 2946,27   | Landkreis Berchtesgadener Land (100 %) | Lattengebirge |
| LSG Oberes Saalachtal mit Wendelberg und Kienberg, Gemeinde Schneizlreuth | weitere Bilder | LSG-00430.01 | 395938    | Q59643461 | 1989       | | Position | 783,7     | Landkreis Berchtesgadener Land (100 %) | Saalachtal |
| LSG Oberlauf der Kleinen Sur |                | LSG-00488.01 | 395996    | Q59643474 | 1995       | | Position | 77,2      | Landkreis Berchtesgadener Land (100 %) | |
| LSG Ortelbach im Gebiet der Gemeinde Bayerisch Gmain |                | LSG-00321.01 | 395808    | Q59643567 | 1981       | | Position | 51,15     | Landkreis Berchtesgadener Land (100 %) | |
| LSG Rostwald/Stanggaß | weitere Bilder | LSG-00383.01 | 395891    | Q59643654 | 1986       | | Position | 326,2     | Landkreis Berchtesgadener Land (100 %) | |
| LSG Saalachauen nördlich Bad Reichenhall | weitere Bilder | LSG-00226.01 | 395704    | Q59643549 | 1971       | | Position | 533,51    | Landkreis Berchtesgadener Land (99,9 %) | |
| LSG Taubensee, Gemeinde Ramsau bei Berchtesgaden | weitere Bilder | LSG-00346.01 | 395854    | Q59651182 | 1983       | | Position | 28,7      | Landkreis Berchtesgadener Land (100 %) | Taubensee |
| LSG Thumsee, Stadt Bad Reichenhall und Gemeinde Schneizlreuth | weitere Bilder | LSG-00385.01 | 395893    | Q59643840 | 1986       | | Position | 1074,66   | Landkreis Berchtesgadener Land (100 %) | Thumsee |
| LSG Untersberg mit Randgebieten, Gemeinde Bischofswiesen, Markt Berchtesgaden und Markt Marktschellenberg sowie das gemeindefreie Gebiet Schellenberger Forst | weitere Bilder | LSG-00442.01 | 395950    | Q59643633 | 1989       | | Position | 3595,47   | Landkreis Berchtesgadener Land (99,9 %) | Untersberg |
| Saalach-Salzachauen | weitere Bilder | LSG-00497.01 | 396005    | Q59643568 | 1996       | | Position | 504,93    | Landkreis Berchtesgadener Land (100 %) | Saalachauen (Stadt Freilassing) und Saalach-Salzachauen (Stadt Laufen) |
| Schutz des Abtsdorfer Sees und der ihn umgebenden Landschaft | weitere Bilder | LSG-00303.01 | 395782    | Q19964654 | 1979       | | Position | 551,62    | Landkreis Berchtesgadener Land (100 %) | |
| Schutz des Ulrichshögl, Gemeinde Ainring | weitere Bilder | LSG-00070.01 | 395495    | Q59643464 | 1956       | | Position | 78,66     | Landkreis Berchtesgadener Land (100 %) | |
| Landschaftsteile bei Thalhausen |                | LSG-00216.01 | 395694    | Q59643747 | 1971       | | Position | 22,6      | Landkreis Dachau (100 %) | |
| LSG Amperauen mit Hebertshauser Moos und Inhauser Moos | weitere Bilder | LSG-00342.01 | 395850    | Q59643761 | 1983       | | Position | 1840,3    | Landkreis Dachau (100 %) | |
| Verordnung des Lkr. Dachau über ein LSG im Glonntal | weitere Bilder | LSG-00270.01 | 395748    | Q59643763 | 1974       | | Position | 1833,48   | Landkreis Dachau (99,9 %) | |
| Verordnung des Lkr. Dachau über ein LSG im Palsweiser Moos |                | LSG-00271.01 | 395749    | Q59643660 | 1974       | | Position | 311,74    | Landkreis Dachau (100 %) | |
| LSG Dobelgebiet und Atteltal im Gebiet der Stadt Grafing bei München und der Gemeinde Aßling | weitere Bilder | LSG-00382.01 | 395890    | Q59643524 | 1986       | | Position | 598,39    | Landkreis Ebersberg (100 %) | |
| LSG Katzenreuther Filze in der Stadt Grafing bei München |                | LSG-00429.01 | 395937    | Q59643437 | 1989       | | Position | 88,03     | Landkreis Ebersberg (100 %) | |
| LSG Kirchseeoner Moos | weitere Bilder | LSG-00529.01 | 396062    | Q59643514 | 1999       | | Position | 65,61     | Landkreis Ebersberg (100 %) | |
| LSG Kupferbachtal und Umgebung im Markt Glonn und der Gemeinde Egmating | weitere Bilder | LSG-00367.01 | 395876    | Q59643658 | 1985       | | Position | 315,33    | Landkreis Ebersberg (100 %) | |
| LSG Steinsee, Moosach, Doblbach, Brucker Moos und Umgebung | weitere Bilder | LSG-00406.01 | 395914    | Q59643715 | 1987       | | Position | 2486,88   | Landkreis Ebersberg (99,9 %) | Steinsee |
| LSG Toteiskessellandschaft Kastenseeon im Markt Glonn und der Gemeinde Egmating | weitere Bilder | LSG-00376.01 | 395885    | Q59643535 | 1985       | | Position | 575,59    | Landkreis Ebersberg (99,9 %) | Kastenseeoner See |
| Schutz der Weiherkette in der Stadt Ebersberg als LSG | weitere Bilder | LSG-00515.01 | 396026    | Q59643793 | 1998       | | Position | 154,18    | Landkreis Ebersberg (100 %) | Ebrach |
| Schutz des Ebersberger Forstes im Landkreis Ebersberg als LSG | weitere Bilder | LSG-00354.01 | 395863    | Q59651097 | 1984       | | Position | 7552,76   | Landkreis Ebersberg (100 %) | |
| Schutz des Egglburger Sees und Umgebung | weitere Bilder | LSG-00514.01 | 396025    | Q59643781 | 1998       | | Position | 163,61    | Landkreis Ebersberg (100 %) | |
| Schutz des Endmoränenzuges zwischen der Stadt Ebersberg und dem Markt Kirchseeon als LSG | weitere Bilder | LSG-00339.01 | 395829    | Q59643629 | 1983       | | Position | 368,03    | Landkreis Ebersberg (100 %) | |
| Schutz des Kitzelsees und seiner Umgebung in der Gemeinde Moosach und der Marktgemeinde Glonn als LSG | weitere Bilder | LSG-00337.01 | 395827    | Q59643753 | 1982       | | Position | 20,31     | Landkreis Ebersberg (100 %) | |
| Schutzzone im Naturpark Altmühltal | weitere Bilder | LSG-00565.01 | 396115    | Q23787649 | 1995       | | Position | 163135,05 | Ingolstadt (0,1 %), Landkreis Eichstätt (36,3 %), Landkreis Neuburg-Schrobenhausen (4,0 %), Landkreis Kelheim (8,7 %), Landkreis Neumarkt in der Oberpfalz (8,2 %), Landkreis Regensburg (1,5 %), Landkreis Roth (6,4 %), Landkreis Weißenburg-Gunzenhausen (22,8 %), Landkreis Donau-Ries (11,8 %) | |
| Isental und südliche Quellbäche | weitere Bilder | LSG-00506.01 | 396017    | Q59643751 | 1997       | | Position | 2110,74   | Landkreis Erding (99,9 %) | Isen |
| LSG Ausgetorfte Moorfläche bei Klösterlschwaige |                | LSG-00364.01 | 395873    | Q59643817 | 1984       | | Position | 135,45    | Landkreis Erding (100 %) | |
| LSG nördlich Zengermoos (Birkenwald) | weitere Bilder | LSG-00304.01 | 395783    | Q59651231 | 1979       | | Position | 226,6     | Landkreis Erding (100 %) | Zengermoos |
| LSG Sempt- und Schwillachtal | weitere Bilder | LSG-00397.01 | 395905    | Q59643789 | 1986       | | Position | 1553,87   | Landkreis Erding (100 %) | |
| Notzinger Weiher und Umgebung |                | LSG-00486.01 | 395994    | Q59643830 | 1994       | | Position | 118,96    | Landkreis Erding (100 %) | |
| Quellgebiet der Schwillach |                | LSG-00505.01 | 396016    | Q59643783 | 1997       | | Position | 162,46    | Landkreis Erding (100 %) | |
| Schutz des Kempfinger Lohes bei Eichenried, Gemeinde Moosinning |                | LSG-00022.01 | 395465    | Q59643433 | 1953       | | Position | 9,65      | Landkreis Erding (100 %) | |
| Schutz von Eicherloh und Umgebung, Gemeinde Finsing | weitere Bilder | LSG-00053.01 | 395481    | Q59643600 | 1955       | | Position | 432,39    | Landkreis Erding (100 %) | |
| Kreisverordnung zum Schutze des tertiären Hügelrandes von Maisteig bis zur Stadtgrenze Freising |                | LSG-00181.01 | 395653    | Q59643593 | 1970       | | Position | 444,85    | Landkreis Freising (100 %) | |
| LSG Ampertal im Landkreis Freising | weitere Bilder | LSG-00546.01 | 396097    | Q59643438 | 1960       | | Position | 8729,18   | Landkreis Freising (100 %) | |
| Verordnung des Bezirks Oberbayern über den Schutz von Landschaftsteilen entlang der Isar in den Landkreisen Bad-Tölz-Wolfratshausen, München, Freising und Erding als LSG                                                                                        | weitere Bilder | LSG-00384.01 | 395892    | Q59643434 | 1986       | | Position | 8931,65   | Landkreis Bad Tölz-Wolfratshausen (7,2 %), Landkreis Erding (4,0 %), Landkreis Freising (52,8 %), Landkreis München (36,0 %) | |
| Verordnung des Landkreises Freising über das LSG Freisinger Moos und Echinger Gfild | weitere Bilder | LSG-00552.01 | 396103    | Q59643542 | 2001       | | Position | 5476,07   | Landkreis Freising (100 %) | |
| Verordnung des Landkreises Freising über das LSG Mooslandschaft südlich Hallbergmoos | weitere Bilder | LSG-00452.01 | 395960    | Q59643559 | 1990       | | Position | 524,33    | Landkreis Freising (100 %) | |
| Ampermoos und Eichbühl |                | LSG-00500.01 | 396008    | Q59643452 | 1996       | | Position | 81,42     | Landkreis Fürstenfeldbruck (100 %) | |
| Fußberger Moos |                | LSG-00309.02 | 395789    | Q59643803 | 1979       | | Position | 148,46    | Landkreis Fürstenfeldbruck (100 %) | |
| Graßlfinger Moos und Olchinger See | weitere Bilder | LSG-00309.09 | 395796    | Q59643527 | 1979       | | Position | 598,11    | Landkreis Fürstenfeldbruck (100 %) | Olchinger See, ein Baggersee im Westen der Stadt Olching |
| Haspelmoor | weitere Bilder | LSG-00309.04 | 395791    | Q59651198 | 1979       | | Position | 265,08    | Landkreis Fürstenfeldbruck (100 %) | |
| Kreuzlinger Forst | weitere Bilder | LSG-00309.07 | 395794    | Q59643683 | 1979       | | Position | 290,99    | Landkreis Fürstenfeldbruck (100 %) | |
| LSG Scharwerkholz | weitere Bilder | LSG-00484.01 | 395992    | Q59643767 | 1994       | | Position | 18,77     | Landkreis Fürstenfeldbruck (100 %) | |
| Mittlere Amper, Weiher-Einfang Fürstenfeldbruck | weitere Bilder | LSG-00309.08 | 395795    | Q59643545 | 1979       | | Position | 541,69    | Landkreis Fürstenfeldbruck (100 %) | |
| Obere Amper | weitere Bilder | LSG-00309.01 | 395788    | Q59643749 | 1979       | | Position | 2135,82   | Landkreis Fürstenfeldbruck (99,9 %) | |
| Parsberg | weitere Bilder | LSG-00309.06 | 395793    | Q59643585 | 1979       | | Position | 488,51    | Landkreis Fürstenfeldbruck (100 %) | |
| Triftwiesen Germering | weitere Bilder | LSG-00309.03 | 395790    | Q59643801 | 1979       | | Position | 148,8     | München (1,3 %), Landkreis Fürstenfeldbruck (98,6 %) | |
| Untere Amper | weitere Bilder | LSG-00480.01 | 395988    | Q59643537 | 1994       | | Position | 566,69    | Landkreis Fürstenfeldbruck (100 %) | |
| Emmeringer Leite, Eichenauer Wald |                | LSG-00503.01 | 396014    | Q59643544 | 1996       | | Position | 547,78    | Landkreis Fürstenfeldbruck (100 %) | |
| Wildmoos |                | LSG-00309.05 | 395792    | Q59643843 | 1979       | | Position | 102,67    | Landkreis Fürstenfeldbruck (100 %) | |
| Bergsturzgebiet Vorderbichl in Grainau |                | LSG-00281.02 | 395757    | Q59643666 | 1976       | | Position | 30,29     | Landkreis Garmisch-Partenkirchen (100 %) | |
| Inschutznahme des Soiener Sees und seiner Umgebung | weitere Bilder | LSG-00015.01 | 395458    | Q59643743 | 1952       | | Position | 221,65    | Landkreis Garmisch-Partenkirchen (100 %) | |
| Landschaft südlich des Estergebirges | weitere Bilder | LSG-00281.03 | 395758    | Q59643805 | 1976       | | Position | 1473,99   | Landkreis Garmisch-Partenkirchen (100 %) | |
| Loisachtal zwischen Schmölz und Griesen | weitere Bilder | LSG-00281.04 | 395759    | Q59643634 | 1976       | | Position | 359,77    | Landkreis Garmisch-Partenkirchen (100 %) | |
| Ramsachleiten und Alte Loisach bei Murnau am Staffelsee | weitere Bilder | LSG-00507.01 | 396018    | Q59643710 | 1997       | | Position | 259,52    | Landkreis Garmisch-Partenkirchen (100 %) | |
| Schutz des Staffelseegebietes | weitere Bilder | LSG-00062.01 | 395488    | Q59643713 | 1955       | | Position | 2545,64   | Landkreis Garmisch-Partenkirchen (100 %) | |
| Schutz von Landschaftsräumen am Riegsee (Landschaftsschutzverordnung Riegsee) | weitere Bilder | LSG-00336.01 | 395826    | Q59643694 | 1982       | | Position | 282,26    | Landkreis Garmisch-Partenkirchen (100 %) | |
| Wettersteingebiet einschließlich Latschengürtel bei Mittenwald | weitere Bilder | LSG-00281.01 | 395756    | Q59643440 | 1976       | | Position | 8589,19   | Landkreis Garmisch-Partenkirchen (100 %) | |
| LSG Auwald südlich der Donau | weitere Bilder | LSG-00344.01 | 395852    | Q59643515 | 1983       | | Position | 637,62    | Ingolstadt (99,9 %) | |
| LSG Auwaldreste südlich der Wankelstraße |                | LSG-00501.01 | 396009    | Q59643775 | 1996       | | Position | 17,27     | Ingolstadt (100 %) | |
| LSG Donauschüttlandschaft im Roten Gries |                | LSG-00545.01 | 396096    | Q59643510 | 2001       | | Position | 67        | Ingolstadt (100 %) | |
| LSG Gerolfinger Eichenwald | weitere Bilder | LSG-00287.01 | 395765    | Q59643471 | 1977       | | Position | 772,22    | Ingolstadt (100 %) | |
| LSG Rankenkomplex westlich von Irgertsheim |                | LSG-00531.01 | 396064    | Q59643670 | 1999       | | Position | 3,72      | Ingolstadt (100 %) | |
| LSG Sandrachaue südwestlich von Unterbrunnenreuth |                | LSG-00559.01 | 396110    | Q59643812 | 2002       | | Position | 14,94     | Ingolstadt (100 %) | |
| LSG Zucheringer Wäldchen | weitere Bilder | LSG-00345.01 | 395853    | Q59643495 | 1983       | | Position | 72,42     | Ingolstadt (100 %) | |
| Ammersee-West | weitere Bilder | LSG-00509.01 | 396020    | Q59643435 | 1997       | | Position | 8823,75   | Landkreis Landsberg am Lech (100 %) | |
| Inschutznahme der Weldner Weiher (Hof-, Kreuz-, Neu- und Mühlweiher) und der angrenzenden Landschaftsteile in der Gemeinde Fuchstal, Gemeindeteil Welden, Landkreis Landsberg am Lech als LSG                                                                    | weitere Bilder | LSG-00294.01 | 395773    | Q59643835 | 1978       | | Position | 114,05    | Landkreis Landsberg am Lech (100 %) | |
| Inschutznahme des Breiten Mooses, Gemeinde Apfeldorf und Birkland unter Landschaftsschutz | weitere Bilder | LSG-00011.01 | 395456    | Q59643539 | 1952       | | Position | 56,73     | Landkreis Landsberg am Lech (100 %) | |
| Inschutznahme von Landschaftsteilen beiderseits des Lechs von der Stadt Landsberg bis zur nördlichen Landkreisgrenze des Landkreises Landsberg als LSG Lechtal-Nord                                                                                              | weitere Bilder | LSG-00419.01 | 395927    | Q59643736 | 1988       | | Position | 2277,99   | Landkreis Landsberg am Lech (100 %) | |
| Inschutznahme von Landschaftsteilen beiderseits des Lechs von der Stadt Landsberg bis zur südlichen Landkreisgrenze des Landkreises Landsberg bei Kinsau als LSG Lechtal-Süd                                                                                     | weitere Bilder | LSG-00420.01 | 395928    | Q59643620 | 1988       | | Position | 3904,1    | Landkreis Landsberg am Lech (100 %) | |
| Landschaftsteile um den Windachspeicher | weitere Bilder | LSG-00241.01 | 395718    | Q59643507 | 1972       | | Position | 693,26    | Landkreis Landsberg am Lech (100 %) | |
| Schutz des Bergkiefernbestandes Beermoos im gemeindefreien Gebiet Bayerdießen bei Abtsried (Markt Dießen am Ammersee) als LSG |                | LSG-00227.01 | 395705    | Q59643829 | 1972       | | Position | 12,22     | Landkreis Landsberg am Lech (100 %) | |
| Schutz des Eichenhaines nordwestlich Unterigling in der Gemeinde Igling |                | LSG-00275.01 | 395752    | Q59643672 | 1975       | | Position | 3,56      | Landkreis Landsberg am Lech (100 %) | |
| Schutz des Engelsrieder Sees in der Gemeinde Rott als LSG | weitere Bilder | LSG-00244.01 | 395722    | Q59643449 | 1972       | | Position | 83,01     | Landkreis Landsberg am Lech (100 %) | |
| Schutz des Oberhauser Weihers mit westlichem Umland in den Gemeinden Dettenschwang, Issing, Ludenhausen und Thaining als LSG | weitere Bilder | LSG-00187.01 | 395657    | Q59643636 | 1970       | | Position | 359,63    | Landkreis Landsberg am Lech (100 %) | |
| Schutz des Singoldlaufes in den Gemeinden Holzhausen bei Buchloe und Igling als LSG | weitere Bilder | LSG-00243.01 | 395721    | Q59643726 | 1972       | | Position | 239,96    | Landkreis Landsberg am Lech (100 %) | |
| Schutz des Westerholzes in den Gemeinden Kaufering, Scheuring und Weil als LSG | weitere Bilder | LSG-00242.01 | 395720    | Q18632808 | 1972       | | Position | 600,1     | Landkreis Landsberg am Lech (100 %) | |
| Schutz des Windachtales im Markt Dießen a. Ammersee und den Gemeinden Hofstetten, Finning und Windach als LSG | weitere Bilder | LSG-00241.02 | 395719    | Q59643681 | 1972       | | Position | 293,19    | Landkreis Landsberg am Lech (100 %) | |
| LSG Otterfing - Hofoldinger Forst |                | LSG-00606.01 | 395679    |           |            | Otterfing | Position | 4975,92   | Landkreis Miesbach (100 %) | |
| LSG Rotwand | weitere Bilder | LSG-00402.01 | 395910    |           | 1987       | Schliersee, Bayrischzell                                                                                                  | Position | 453,29    | Landkreis Miesbach (99,9 %) | |
| LSG Seehamer See mit Wattersdorfer Moor | weitere Bilder | LSG-00434.01 | 395942    | Q59643556 | 1989       | Irschenberg, Weyarn | Position | 532,48    | Landkreis Miesbach (100 %) | |
| LSG Sutten und Umgebung | weitere Bilder | LSG-00461.01 | 395969    | Q59643509 | 1992       | Rottach-Egern | Position | 674       | Landkreis Miesbach (100 %) | |
| LSG Untere Leitzach | weitere Bilder | LSG-00551.01 | 396102    | Q59643426 | 2001       | Weyarn | Position | 90,97     | Landkreis Miesbach (99,9 %) | |
| Schutz der Egartenlandschaft um Miesbach | weitere Bilder | LSG-00550.01 | 396101    | Q59643820 | 2001       | Waakirchen, Gmund am Tegernsee, Warngau, Miesbach, Irschenberg, Hausham                                                   | Position | 12477     | Landkreis Miesbach (100 %) | |
| Schutz des Obersten Leitzachtales und seiner Umgebung bei Bayrischzell | weitere Bilder | LSG-00064.01 | 395489    | Q59643638 | 1955       | Bayrischzell | Position | 3578,73   | Landkreis Miesbach (99,9 %) | |
| Schutz des Schliersees und seiner Umgebung | weitere Bilder | LSG-00052.01 | 395480    | Q59643797 | 1955       | Schliersee | Position | 1539,97   | Landkreis Miesbach (100 %) | |
| Schutz des Spitzingsees und seiner Umgebung | weitere Bilder | LSG-00060.01 | 395486    | Q59643792 | 1955       | Schliersee | Position | 1547,59   | Landkreis Miesbach (100 %) | |
| Schutz des Tegernsees und Umgebung | weitere Bilder | LSG-00072.01 | 395496    | Q59643425 | 1956       | Bad Wiessee, Gmund am Tegernsee, Tegernsee, Rottach-Egern, Kreuth                                                         | Position | 9272,97   | Landkreis Miesbach (100 %) | |
| Schutz des Weissachtales | weitere Bilder | LSG-00029.01 | 395468    | Q59643552 | 1953       | Kreuth, Rottach-Egern | Position | 5327,28   | Landkreis Miesbach (99,9 %) | |
| LSG Am Stampflberg im Gebiet des Marktes Gars am Inn | weitere Bilder | LSG-00435.01 | 395943    | Q59643795 | 1989       | | Position | 154,01    | Landkreis Mühldorf am Inn (100 %) | |
| Schutz des Bachlaufes samt Uferbewuchs zwischen Bergham und Polling im Bereich der Gemeinde Polling |                | LSG-00208.01 | 395688    | Q59643615 | 1971       | | Position | 4,14      | Landkreis Mühldorf am Inn (100 %) | |
| Schutz des Gebietes des Mühldorfer Hart als LSG |                | LSG-00307.01 | 395786    | Q59643833 | 1979       | | Position | 1147,15   | Landkreis Mühldorf am Inn (100 %) | |
| Schutz des Quellmoorhanges bei Lippach im Bereich der Gemeinde Flossing |                | LSG-00207.01 | 395687    | Q59643623 | 1971       | | Position | 39,07     | Landkreis Mühldorf am Inn (100 %) | |
| Schutz von Landschaftsteilen an beiden Seiten des Inns zwischen den Gemeindeteilen Ebing (Gemeinde Pürten) und Ecksberg (Gemeinde Altmühldorf), Landkreis Mühldorf                                                                                               |                | LSG-00169.01 | 395638    | Q59643444 | 1969       | | Position | 85,49     | Landkreis Mühldorf am Inn (100 %) | |
| Hachinger Tal im Gebiet der Gemeinden Oberhaching und Taufkirchen | weitere Bilder | LSG-00600.01 | 555589346 | Q59643756 | 2014       | Oberhaching | Position | 192,75    | Landkreis München (100 %) | |
| LSG Bahnhofswald im Gebiet der Gemeinden Neubiberg und Ottobrunn | weitere Bilder | LSG-00280.01 | 395755    | Q59643732 | 1976       | | Position | 23,9      | Landkreis München (100 %) | |
| LSG Dachauer Moos im Gebiet der Gemeinden Ober- und Unterschleißheim | weitere Bilder | LSG-00328.01 | 395818    | Q59643508 | 1981       | | Position | 692,62    | Landkreis München (100 %) | |
| LSG Deisenhofener Forst | weitere Bilder | LSG-00113.01 | 395541    | Q59643748 | 1963       | | Position | 2173,91   | Landkreis München (100 %) | |
| LSG Forstenrieder Park einschließlich Forst Kasten und Fürstenrieder Wald | weitere Bilder | LSG-00114.01 | 395542    | Q59643582 | 1963       | | Position | 4911,03   | Landkreis München (100 %) | Forstenrieder Park, Forst Kasten |
| LSG Grünzug nördlich Aschheim im Gebiet der Gemeinden Aschheim und Kirchheim bei München |                | LSG-00343.01 | 395851    | Q59643436 | 1983       | | Position | 88,26     | Landkreis München (100 %) | |
| LSG Hofoldinger und Höhenkirchner Forst | weitere Bilder | LSG-00198.01 | 395679    | Q59643575 | 1971       | | Position | 4975,92   | Landkreis München (100 %) | Hofoldinger Forst |
| LSG Münchner Norden im Bereich der Gemeinden Garching bei München, Ober- und Unterschleißheim | weitere Bilder | LSG-00436.01 | 395944    | Q59643728 | 1989       | | Position | 2381,15   | Landkreis München (100 %) | |
| LSG Ortsrand Neuried | weitere Bilder | LSG-00597.01 | 555552625 | Q59643734 | 2012       | Neuried | Position | 23,64     | Landkreis München (100 %) | |
| LSG Perlacher und Grünwalder Forst einschließlich des Gleißentalesl | weitere Bilder | LSG-00534.01 | 396067    | Q59643649 | 2000       | | Position | 3447,65   | Landkreis München (100 %) | Perlacher Forst, Grünwalder Forst, Gleißental |
| LSG Planegger Holz | weitere Bilder | LSG-00123.01 | 395585    | Q59643632 | 1965       | | Position | 364,04    | Landkreis München (100 %) | |
| LSG Südliches Gleißental im Gebiet der Gemeinden Dingharting und Oberbiberg | weitere Bilder | LSG-00286.01 | 395764    | Q59643702 | 1977       | | Position | 265,95    | Landkreis München (100 %) | Gleißental, Deininger Weiher |
| Allacher Forst | weitere Bilder | LSG-00120.06 | 395563    | Q59643842 | 1964       | | Position | 103,75    | München (100 %) | |
| Angerlohe | weitere Bilder | LSG-00120.18 | 395573    | Q56045977 | 1964       | | Position | 40,2      | München (100 %) | |
| Aubinger Lohe und Moosschwaige mit Erweiterung | weitere Bilder | LSG-00120.02 | 395559    | Q59643516 | 1964       | | Position | 623,94    | München (100 %) | Aubinger Lohe, Moosschwaige |
| Gebiet des Kapuzinerhölzls einschließlich eines Teiles des Gebietes um Hartmannshofen | weitere Bilder | LSG-00120.07 | 395564    | Q56045984 | 1964       | | Position | 84,55     | München (100 %) | |
| Gebiet um das Kloster Warnberg mit anschließenden Waldstücken in Richtung Forstenried und Solln | weitere Bilder | LSG-00120.14 | 395570    | Q59643816 | 1964       | | Position | 135,59    | München (100 %) | |
| Gebiet um den Hachinger Bach von der Stadtgrenze bis zur Versickerungsstelle | weitere Bilder | LSG-00120.12 | 395568    | Q59651093 | 1964       | | Position | 8,85      | München (100 %) | Hachinger Bach |
| Gebiet um den Langwieder Autobahnsee unter Einschluss des anschließenden Gebietes links der Autobahn München-Stuttgart | weitere Bilder | LSG-00120.01 | 395558    | Q59643712 | 1964       | | Position | 256,07    | München (100 %) | Langwieder Seenplatte |
| Hirschau und Obere Isarau | weitere Bilder | LSG-00599.01 | 395565    | Q59643486 | 2013       | München | Position | 737,71    | München (100 %) | Hirschau, Obere Isarau |
| Hirschgarten | weitere Bilder | LSG-00120.16 | 395572    | Q59651194 | 1964       | | Position | 27,09     | München (100 %) | |
| Isarauen (mit ausführlicher Beschreibung der Schutzgebietsflächen zwischen der Stadtgrenze Oberföhring und dem St.-Quirin-Platz) | weitere Bilder | LSG-00120.09 | 395565    | Q59643467 | 1964       | | Position | 779,91    | München (99,9 %) | Englischer Garten, Maximilians- und Gasteiganlagen, Frühlingsanlagen, Flaucher, Baumschule Bischweiler, südliche Isaranlagen, Tierpark Hellabrunn, Maria Einsiedel, Hinterbrühl |
| Lochholz | weitere Bilder | LSG-00120.05 | 395562    | Q30134174 | 1964       | | Position | 7,13      | München (100 %) | |
| LSG Hartelholz, Stadt München | weitere Bilder | LSG-00596.01 | 396145    | Q59651252 | 1963       | | Position | 115,87    | München (99,9 %) | |
| Nymphenburg | weitere Bilder | LSG-00588.01 | 396137    | Q59643691 | 2005       | | Position | 287,35    | München (100 %) | |
| Schwarzhölzl mit dem nach Süden und Osten anschließenden Gebiet, dem Würmkanal und dem Gebiet um den Baggersee in Feldmoching | weitere Bilder | LSG-00120.13 | 395569    | Q59643419 | 1964       | | Position | 972,82    | München (99,9 %) | Schwarzhölzl |
| Waldfriedhof, Gebiet nördl. des Schlosses Fürstenried einschl. Schloss und Schlosspark, Geländestreifen entlang der Allee zwischen Kreuzhof und Fürstenried, Waldgebiet südl. der Albert-Roßhaupter-Str. (Sendlinger Wald) sowie Allee der Albert-Roßhaupter-Str | weitere Bilder | LSG-00120.15 | 395571    | Q59651162 | 1964       | | Position | 318,91    | München (100 %) | Waldfriedhof, Schloss Fürstenried, Sendlinger Wald |
| Waldgebiet bei Trudering einschl. der Friedenspromenade | weitere Bilder | LSG-00120.11 | 395567    | Q59643617 | 1964       | | Position | 397,23    | München (100 %) | |
| Waldrest an der Autobahn München-Stuttgart beim Campingplatz München-West | weitere Bilder | LSG-00120.04 | 395561    | Q59643819 | 1964       | | Position | 13,04     | München (100 %) | |
| Waldrest an der Siemensallee einschl. des Sportparks der Firma Siemens südlich davon und eines Waldstückes südlich dieses Parks | weitere Bilder | LSG-00120.10 | 395566    | Q59643784 | 1964       | | Position | 16,54     | München (100 %) | |
| Waldstück an der Stadtgrenze südlich Freiham |                | LSG-00120.03 | 395560    | Q59643688 | 1964       | | Position | 29,67     | München (100 %) | |
| Würmniederung mit Erweiterungen bis zur Stadtgrenze | weitere Bilder | LSG-00120.19 | 395574    | Q59643814 | 1964       | | Position | 137,98    | München (100 %) | |
| Asperwäldchen |                | LSG-00235.01 | 395711    | Q59611791 | 1972       | | Position | 11,4      | Landkreis Neuburg-Schrobenhausen (37,1 %), Landkreis Aichach-Friedberg (62,9 %) | |
| LSG Dachsholz |                | LSG-00457.01 | 395965    | Q59643724 | 1992       | | Position | 24,58     | Landkreis Neuburg-Schrobenhausen (100 %) | |
| Schutz der Donauauen östlich der Stadt Neuburg in der Stadt Neuburg und den Gemeinden Weichering und Bergheim, Landkreis Neuburg sowie des Gebietes Branst in der Gemeinde Weichering als LSG                                                                    | weitere Bilder | LSG-00400.01 | 395908    | Q59643757 | 1987       | | Position | 1907,92   | Landkreis Neuburg-Schrobenhausen (100 %) | |
| Schutz der Paarauen im Gebiet der Stadt Schrobenhausen, Stadtteil Mühlried und der Gemeinde Waidhofen | weitere Bilder | LSG-00350.01 | 395858    | Q59643532 | 1983       | | Position | 583,88    | Landkreis Neuburg-Schrobenhausen (100 %) | |
| Schutz der Paarauen in den Gemeinden Hörzhausen, Peutenhausen und der Stadt Schrobenhausen, Landkreis Schrobenhausen | weitere Bilder | LSG-00238.01 | 395714    | Q59643500 | 1972       | | Position | 704,71    | Landkreis Neuburg-Schrobenhausen (100 %) | |
| Schutz des Brucker Forstes in der Stadt Neuburg und in der Gemeinde Weichering, Landkreis Neuburg-Schrobenhausen |                | LSG-00338.01 | 395828    | Q59643451 | 1983       | | Position | 828,35    | Landkreis Neuburg-Schrobenhausen (100 %) | |
| Schutz des Donautales westlich von Neuburg im Gebiet der Stadt Neuburg sowie der Märkte Burgheim und Rennertshofen und der Gemeinde Oberhausen, Landkreis Neuburg-Schrobenhausen                                                                                 | weitere Bilder | LSG-00432.01 | 395940    | Q59643718 | 1989       | | Position | 2439,59   | Landkreis Neuburg-Schrobenhausen (100 %) | |
| Schutz des Gebietes Am Albersbach als LSG in der Gemeinde Brunnen, Landkreis Neuburg-Schrobenhausen |                | LSG-00411.01 | 395919    | Q59643506 | 1988       | | Position | 7,12      | Landkreis Neuburg-Schrobenhausen (100 %) | |
| Schutz des Laich bei Ludwigsmoos (Sandizeller Laich) als LSG im Gebiet der Gemeinde Königsmoos, Landkreis Neuburg-Schrobenhausen |                | LSG-00405.01 | 395913    | Q59643827 | 1987       | | Position | 12,66     | Landkreis Neuburg-Schrobenhausen (100 %) | |
| Schutz des Polnhölzl als LSG im Gebiet der Gemeinde Karlskron, Landkreis Neuburg-Schrobenhausen |                | LSG-00412.01 | 395920    | Q59643668 | 1988       | | Position | 3,82      | Landkreis Neuburg-Schrobenhausen (100 %) | |
| Schutz des Usseltales im Markt Rennertshofen, Landkreis Neuburg-Schrobenhausen |                | LSG-00365.01 | 395874    | Q59643624 | 1985       | | Position | 378,3     | Landkreis Neuburg-Schrobenhausen (99,9 %) | |
| Schutz des Wellheimer Donautrockentales im Markt Rennertshofen, Landkreis Neuburg-Schrobenhausen | weitere Bilder | LSG-00357.01 | 395866    | Q59643755 | 1984       | | Position | 1921,4    | Landkreis Eichstätt (1,9 %), Landkreis Neuburg-Schrobenhausen (98,0 %) | |
| Schutz von Landschaftsteilen in den Gemeinden Adelshausen, Freinhausen und im Markt Hohenwart, Landkreis Schrobenhausen |                | LSG-00234.01 | 395710    | Q59643708 | 1972       | | Position | 26,74     | Landkreis Neuburg-Schrobenhausen (100 %) | |
| Schutz von Landschaftsteilen in den Gemeinden Gachenbach und Peutenhausen, Landkreis Schrobenhausen |                | LSG-00180.01 | 395652    | Q59643627 | 1969       | | Position | 37,5      | Landkreis Neuburg-Schrobenhausen (100 %) | |
| LSG Baarer Weiher |                | LSG-00037.01 | 395474    | Q59643831 | 1954       | | Position | 117,92    | Landkreis Pfaffenhofen an der Ilm (100 %) | |
| LSG Feilenforst Manching |                | LSG-00308.01 | 395787    | Q59643591 | 1979       | | Position | 447,23    | Landkreis Pfaffenhofen an der Ilm (100 %) | |
| Paartal |                | LSG-00476.01 | 395984    | Q59643720 | 1993       | | Position | 2415,64   | Landkreis Pfaffenhofen an der Ilm (100 %) | |
| LSG Innauen-Nord |                | LSG-00458.01 | 395966    | Q59643491 | 1992       | | Position | 73,3      | Rosenheim (100 %) | |
| LSG Innauen-Süd | weitere Bilder | LSG-00516.01 | 396027    | Q59643711 | 1998       | | Position | 256,88    | Rosenheim (100 %) | |
| Schutz der Grünflächen an der Mangfall (LSG Mangfall) | weitere Bilder | LSG-00322.01 | 395809    | Q59643417 | 1981       | | Position | 98,89     | Rosenheim (100 %) | |
| Attel | weitere Bilder | LSG-00106.01 | 395534    | Q59643810 | 1962       | Pfaffing, Edling | Position | 145,64    | Landkreis Rosenheim (100 %) | |
| Halfinger Freimoos | weitere Bilder | LSG-00582.01 | 396132    | Q59643529 | 2004       | Halfing, Schonstett, Amerang                                                                                              | Position | 591,04    | Landkreis Rosenheim (100 %) | |
| Inntal Süd | weitere Bilder | LSG-00595.01 | 396144    | Q23833433 | 2007       | Stephanskirchen, Rohrdorf, Raubling, Neubeuern, Brannenburg, Nußdorf am Inn, Flintsbach am Inn, Oberaudorf, Kiefersfelden | Position | 4021,91   | Landkreis Rosenheim (100 %) | |
| Inschutznahme der Thalkirchner Achen und ihrer Umgebung als LSG |                | LSG-00147.01 | 395619    | Q59643420 | 1967       | Frasdorf, Riedering, Prien am Chiemsee, Rimsting, Bad Endorf                                                              | Position | 972,67    | Landkreis Rosenheim (100 %) | |
| Inschutznahme des Bärnsees und seiner Umgebung als LSG | weitere Bilder | LSG-00144.01 | 395616    | Q59643689 | 1967       | Aschau im Chiemgau | Position | 287,44    | Landkreis Rosenheim (100 %) | |
| Inschutznahme des Gebietes Mühlau-Schöffau als LSG | weitere Bilder | LSG-00133.01 | 395607    | Q59643534 | 1967       | Kiefersfelden | Position | 576,21    | Landkreis Rosenheim (100 %) | |
| Inschutznahme des Hofstätter- und Rinssees in den Gemeinden Prutting, Söchtenau und Vogtareuth | weitere Bilder | LSG-00247.01 | 395725    | Q59643560 | 1972       | Prutting, Söchtenau, Vogtareuth                                                                                           | Position | 516,72    | Landkreis Rosenheim (100 %) | |
| Inschutznahme des Litzelsees und seiner Umgebung als LSG | weitere Bilder | LSG-00145.01 | 395617    | Q59643522 | 1967       | Prutting, Stephanskirchen                                                                                                 | Position | 60,29     | Landkreis Rosenheim (100 %) | |
| Inschutznahme des Prientales als LSG |                | LSG-00134.01 | 395608    | Q59643631 | 1967       | Frasdorf, Bernau am Chiemsee, Prien am Chiemsee                                                                           | Position | 365,58    | Landkreis Rosenheim (100 %) | |
| Inschutznahme des Schwarzen Sees und Umgebung als LSG |                | LSG-00135.01 | 395609    | Q59643799 | 1967       | Samerberg | Position | 15,15     | Landkreis Rosenheim (100 %) | |
| Inschutznahme des sog. Brandl, Ortsteil Degerndorf/Inn, Gemeinde Brannenburg | weitere Bilder | LSG-00118.01 | 395546    | Q59643613 | 1964       | Brannenburg | Position | 4,6       | Landkreis Rosenheim (100 %) | |
| Inschutznahme eines Auwaldbestandes in den Kaltenbachauen in der Gemeinde Pang als LSG | weitere Bilder | LSG-00246.01 | 395724    | Q59643646 | 1972       | Raubling | Position | 35,55     | Landkreis Rosenheim (100 %) | Kaltenbach |
| Inschutznahme von Landschaftsteilen des erweiterten Soinkargebietes in den Gemeinden Brannenburg, Flintsbach am Inn und Oberaudorf | weitere Bilder | LSG-00223.01 | 395701    | Q59651111 | 1971       | Brannenburg, Flintsbach am Inn, Oberaudorf                                                                                | Position | 492,07    | Landkreis Rosenheim (100 %) | Soin |
| Inschutzstellung des Kupferbachtales als LSG im Landkreis Bad Aibling | weitere Bilder | LSG-00157.01 | 395627    | Q59643603 | 1968       | Feldkirchen-Westerham | Position | 42,95     | Landkreis Rosenheim (100 %) | |
| LSG Hochrunstfilze | weitere Bilder | LSG-00448.01 | 395956    | Q59643722 | 1990       | Raubling | Position | 240,7     | Landkreis Rosenheim (100 %) | |
| LSG Moor- und Tallandschaften bei Söchtenau | weitere Bilder | LSG-00489.01 | 395997    | Q59643587 | 1995       | Söchtenau, Halfing | Position | 483,66    | Landkreis Rosenheim (100 %) | |
| LSG Rote Filze nördlich Bad Aibling | weitere Bilder | LSG-00418.01 | 395926    | Q59643547 | 1988       | Bad Aibling | Position | 54,01     | Landkreis Rosenheim (100 %) | |
| LSG Tuffberg südlich von Vagen |                | LSG-00423.01 | 395931    | Q59643478 | 1988       | Feldkirchen-Westerham | Position | 75,9      | Landkreis Rosenheim (100 %) | |
| Schutz der Äußeren Lohe westlich des Penzinger Sees (zwischen den Ortschaften Neudeck und Penzing, Landkreis Wasserburg) |                | LSG-00025.01 | 395467    | Q59643572 | 1953       | Babensham | Position | 5,6       | Landkreis Rosenheim (100 %) | |
| Schutz der Innauen bei Vogtareuth |                | LSG-00008.01 | 395452    | Q59643595 | 1951       | Vogtareuth | Position | 444,24    | Landkreis Rosenheim (100 %) | |
| Schutz des Auerbachtales einschl. Regau (am Förchenbach) und Bichlersee, Gemeinden Niederaudorf, Oberaudorf, Flintsbach und Kiefersfelden | weitere Bilder | LSG-00047.01 | 395477    | Q59643601 | 1955       | Oberaudorf, Flintsbach am Inn, Kiefersfelden                                                                              | Position | 4219,15   | Landkreis Rosenheim (100 %) | Bichlersee, Auerbach |
| Schutz des Inntales | weitere Bilder | LSG-00535.01 | 396068    | Q59643807 | 2000       | Schechen, Stephanskirchen, Prutting, Vogtareuth, Griesstätt                                                               | Position | 1465,96   | Landkreis Rosenheim (100 %) | |
| Schutz des Landschaftsteiles Benediktenfilze im Gebiet des Marktes Bruckmühl und der Gemeinde Beyharting | weitere Bilder | LSG-00203.01 | 395683    | Q59643458 | 1971       | Bruckmühl, Tuntenhausen                                                                                                   | Position | 79,51     | Landkreis Rosenheim (100 %) | |
| Schutz des Landschaftsteiles Eckersberg im Bereich der Gemeinde Dettendorf, Landkreis Bad Aibling |                | LSG-00192.01 | 395673    | Q59643661 | 1970       | Bad Feilnbach | Position | 31,79     | Landkreis Rosenheim (100 %) | |
| Schutz des Pfaffinger Mooses bei Evenhausen |                | LSG-00018.01 | 395461    | Q59643772 | 1952       | Amerang | Position | 17,6      | Landkreis Rosenheim (100 %) | |
| Schutz des Simssees und seiner Umgebung | weitere Bilder | LSG-00111.01 | 395539    | Q56450597 | 1963       | Stephanskirchen, Riedering, Bad Endorf                                                                                    | Position | 2211,75   | Landkreis Rosenheim (100 %) | |
| Schutz des sog. Weitfilz in der Staatswaldunterabteilung I 1f Jägerwald |                | LSG-00010.01 | 395455    | Q59643653 | 1951       | Rotter Forst-Nord | Position | 33,88     | Landkreis Rosenheim (100 %) | |
| Schutz des Soyensees und seiner Umgebung | weitere Bilder | LSG-00054.01 | 395482    | Q59651100 | 1955       | Soyen | Position | 72,74     | Landkreis Rosenheim (100 %) | |
| Schutz von Landschaftsteilen im Bereich der Griesstätter Brücke, Gemarkung Feldkirchen, Griesstätt, Holzhausen, Ramerberg | weitere Bilder | LSG-00006.01 | 395450    | Q59643605 | 1950       | Griesstätt, Rott am Inn, Ramerberg                                                                                        | Position | 402,85    | Landkreis Rosenheim (100 %) | |
| Schutz von Landschaftsteilen um den Altensee in der Gemeinde Soyen |                | LSG-00100.01 | 395521    | Q59643828 | 1961       | Soyen | Position | 12,29     | Landkreis Rosenheim (100 %) | |
| Schutz von Landschaftsteilen um den Friedlsee, Gemeinde Evenhausen und Amerang |                | LSG-00102.01 | 395523    | Q59643786 | 1961       | Amerang | Position | 16        | Landkreis Rosenheim (100 %) | |
| Schutz von Landschaftsteilen um den Penzinger See, Gemeinde Penzing | weitere Bilder | LSG-00101.01 | 395522    | Q59643758 | 1961       | Babensham | Position | 19,87     | Landkreis Rosenheim (100 %) | |
| Schutz von Landschaftsteilen um den Staudhamer See in den Gemeinden Steppach, Soyen, Attel und Edling | weitere Bilder | LSG-00164.01 | 395634    | Q59643701 | 1969       | Soyen, Edling, Wasserburg                                                                                                 | Position | 268,25    | Landkreis Rosenheim (100 %) | |
| Kreuzlinger Forst | weitere Bilder | LSG-00375.01 | 395884    | Q59643683 | 1985       | | Position | 2300,51   | Landkreis Starnberg (100 %) | |
| LSG Starnberger See - Ost | weitere Bilder | LSG-00299.01 | 395778    | Q59643674 | 1979       | | Position | 2955,16   | Landkreis Starnberg (100 %) | |
| Starnberger See und westlich angrenzende Gebiete | weitere Bilder | LSG-00403.01 | 395911    | Q59643423 | 1987       | | Position | 9467,5    | Landkreis Starnberg (100 %) | |
| Steinberg |                | LSG-00374.01 | 395883    | Q59643424 | 1985       | | Position | 94,55     | Landkreis Starnberg (100 %) | |
| Westlicher Teil des Landkreises Starnberg | weitere Bilder | LSG-00542.01 | 396093    | Q59643780 | 2001       | | Position | 16335,17  | Landkreis Starnberg (100 %) | |
| Würmtal | weitere Bilder | LSG-00361.01 | 395870    | Q59643641 | 1984       | | Position | 3533,45   | Landkreis Starnberg (100 %) | |
| LSG Moorseen bei Schnaitsee |                | LSG-00306.01 | 395785    | Q59643844 | 1979       | | Position | 102,37    | Landkreis Traunstein (100 %) | |
| LSG Oberes Alztal | weitere Bilder | LSG-00431.01 | 395939    | Q59643416 | 1989       | | Position | 998,11    | Landkreis Traunstein (100 %) | |
| LSG Ponlachgraben mit angrenzenden Laubwaldteilen | weitere Bilder | LSG-00398.01 | 395906    | Q59643838 | 1987       | | Position | 11,16     | Landkreis Traunstein (100 %) | |
| LSG Tüttensee | weitere Bilder | LSG-00456.01 | 395964    | Q59651104 | 1991       | | Position | 66,6      | Landkreis Traunstein (100 %) | |
| LSG Weidsee | weitere Bilder | LSG-00404.01 | 395912    | Q59643845 | 1987       | | Position | 101,26    | Landkreis Traunstein (100 %) | |
| Schutz der Umgebung des Naturschutzgebietes Mettenhamer Filz im Landkreis Traunstein |                | LSG-00057.01 | 395484    | Q59643448 | 1955       | | Position | 83,89     | Landkreis Traunstein (100 %) | |
| Schutz des Chiemsees, seiner Inseln und Ufergebiete in den Landkreisen Rosenheim und Traunstein als LSG (Chiemsee-Schutzverordnung) | weitere Bilder | LSG-00396.01 | 395904    | Q59643826 | 1986       | | Position | 12125,52  | Landkreis Rosenheim (17,4 %), Landkreis Traunstein (82,6 %) | |
| Schutz des Leitgeringer Sees und der ihn umgebenden Landschaft | weitere Bilder | LSG-00236.01 | 395712    | Q59651078 | 1972       | | Position | 85,12     | Landkreis Traunstein (100 %) | |
| Schutz des Waginger und Tachinger Sees und der umliegenden Landschaft | weitere Bilder | LSG-00237.01 | 395713    | Q59643730 | 1972       | | Position | 2350,96   | Landkreis Traunstein (100 %) | Waginger See, Tachinger See |
| Schutz eines Landschaftsstreifens beiderseits der Bundesstraße 305 (Alpenstraße) im Abschnitt Zwing-Sichertsau und des Rauschberges | weitere Bilder | LSG-00079.01 | 395501    | Q59643791 | 1956       | | Position | 1551,57   | Landkreis Traunstein (100 %) | |
| LSG Ammertal, Böbing, Hohenpeißenberg, Peißenberg, Peiting | weitere Bilder | LSG-00422.01 | 395930    | Q59643813 | 1988       | | Position | 1376,12   | Landkreis Weilheim-Schongau (100 %) | |
| LSG Hardtlandschaft und Eberfinger Drumlinfelder, Weilheim, Wiedenbach, Bernried, Seeshaupt, Eberting | weitere Bilder | LSG-00371.01 | 395880    | Q59643531 | 1985       | | Position | 5845,87   | Landkreis Weilheim-Schongau (100 %) | |
| LSG Hohenkastener Filz mit Stadler Weiher und Mühlgraben, Eberfing | weitere Bilder | LSG-00478.01 | 395986    | Q59643771 | 1994       | | Position | 176,44    | Landkreis Weilheim-Schongau (100 %) | Stadler Weiher |
| LSG Langer Filz und Gruber See in den Gemeinden Peiting und Steingaden | weitere Bilder | LSG-00023.01 | 395466    | Q59643501 | 1953       | | Position | 70,44     | Landkreis Weilheim-Schongau (100 %) | |
| LSG Raistinger Lichtenau und Tal der Rott zwischen Stillern und Zellsee | weitere Bilder | LSG-00520.01 | 396041    | Q59643562 | 1998       | | Position | 516,7     | Landkreis Weilheim-Schongau (100 %) | |
| LSG Toteiskessel zwischen Burggen und Bernbeuren | weitere Bilder | LSG-00016.01 | 395459    | Q59643800 | 1952       | | Position | 15,08     | Landkreis Weilheim-Schongau (100 %) | |
| LSG Ufergebiet am Starnberger See Bernried, Seeshaupt | weitere Bilder | LSG-00368.01 | 395877    | Q59643497 | 1985       | | Position | 706,73    | Landkreis Weilheim-Schongau (100 %) | Starnberger See |
| Schutz der Loisach- und Erlfilze im Gebiet der Stadt Penzberg und der Gemeinde Sindelsdorf | weitere Bilder | LSG-00295.01 | 395774    | Q59643677 | 1978       | | Position | 294,49    | Landkreis Weilheim-Schongau (100 %) | |
| Schutz der Osterseen und ihrer Umgebung in den Gemeinden Frauenrain, Iffeldorf und Seeshaupt | weitere Bilder | LSG-00059.01 | 395485    | Q59643823 | 1955       | | Position | 1234,94   | Landkreis Weilheim-Schongau (100 %) | |
| Schutz des Breitfilzes Gemarkung Schönberg, Landkreis Schongau | weitere Bilder | LSG-00068.01 | 395493    | Q59643663 | 1955       | | Position | 31,62     | Landkreis Weilheim-Schongau (100 %) | |
| Schutz des Burgberges, Gemeinde Burggen | weitere Bilder | LSG-00228.01 | 395706    | Q59643759 | 1972       | | Position | 19,77     | Landkreis Weilheim-Schongau (100 %) | |
| Schutz des Gebietes um die Wies | weitere Bilder | LSG-00603.01 | 555632904 | Q59651168 | 2012       | | Position | 2933,13   | Landkreis Weilheim-Schongau (99,9 %) | |
| Schutz des Haslacher Sees in den Gemeinden Burggen u. Bernbeuren | weitere Bilder | LSG-00229.01 | 395707    | Q59643422 | 1972       | | Position | 97,71     | Landkreis Weilheim-Schongau (100 %) | |
| Schutz des Hirschberges, des Kerschlacher Forstes und der anschließenden Moränenlandschaft, Gemeinde Pähl | weitere Bilder | LSG-00209.01 | 395689    | Q59643808 | 1971       | | Position | 1460,15   | Landkreis Weilheim-Schongau (99,9 %) | |
| Schutz des Lindenbestandes östlich Schwaig im Bereich der Gemeinde Wildsteig | weitere Bilder | LSG-00014.01 | 395457    | Q59643502 | 1952       | | Position | 7,99      | Landkreis Weilheim-Schongau (100 %) | |
| Schutz von Landschaftsteilen am Ammersee-Südufer, Pähl | weitere Bilder | LSG-00225.01 | 395703    | Q59643693 | 1971       | | Position | 285,96    | Landkreis Weilheim-Schongau (100 %) | Ammersee |
| Schutz von Landschaftsteilen des Lech und seiner Uferbereiche zwischen Gründl, Gemeinde Prem und Niederwies, Markt Peiting (Bernbeuren, Steingaden, Burggen, Peiting)                                                                                            | weitere Bilder | LSG-00358.01 | 395867    | Q59643482 | 1984       | | Position | 743,23    | Landkreis Weilheim-Schongau (100 %) | |

## Weitere Listen
- Liste der Naturschutzgebiete in Oberbayern
- Liste der FFH-Gebiete in Oberbayern
- Liste der EU-Vogelschutzgebiete in Oberbayern
- Liste der Geotope in Oberbayern